# Les Deux Vagabonds de Namur
Les Deux Vagabonds de Namur est un film belge muet réalisé par Albert Mullens et Willy Mullens, sorti en 1907.

## Fiche technique
- Titre original : Les Deux Vagabonds de Namur
- Titre flamand : De twee vagebonden uit Namen
- Réalisation : Albert Mullens, Willy Mullens
- Sociétés de production : Alberts Frères
- Pays d'origine :  Belgique[2]
- Format : Noir et blanc - 35 mm - Muet
- Date de sortie : 
  - Belgique : 15 juin 1907